# Alexander Sergejewitsch Petschonkin
Alexander Sergejewitsch Petschonkin (russisch Александр Сергеевич Печёнкин; * 26. Dezember 1991 in Tschaikowski) ist ein russischer Biathlet.
Alexander Petschonkin begann 2007 mit dem Biathlonsport und gehört seit 2010 dem russischen Nationalkader an. Er startet für Dinamo und wird von Innokenti Karinzew trainiert. Er gehört zu den erfolgreichsten Biathleten auf Juniorenebene seiner Generation. Seine ersten internationalen Rennen bestritt er im Rahmen der Biathlon-Juniorenweltmeisterschaften 2009 in Canmore, wo er im Einzel den 30. Platz belegte. Besonders erfolgreich verliefen für den Russen die Biathlon-Juniorenweltmeisterschaften 2010 in Torsby. Er gewann im Einzel hinter Martin Maier und im Sprint hinter Johannes Kühn die Bronzemedaille. Im Verfolgungsrennen konnte er Kühn auf den zweiten Rang verweisen und gewann wie an der Seite von Alexander Loginow und Iwan Pitschuschkin im Staffelrennen die Goldmedaille. Im weiteren Jahresverlauf startete Petschonkin in Duszniki-Zdrój bei den Juniorenrennen der Sommerbiathlon-Weltmeisterschaften 2010 und verpasste im Sprint als Vierter knapp eine Medaille, die er als Dritter im Verfolgungsrennen gewinnen konnte. Erster Höhepunkt im folgenden Jahr wurden die Biathlon-Juniorenweltmeisterschaften 2011 in Nové Město na Moravě, bei denen Petschonkin als 24. des Sprints und 26. der Verfolgung die Podiumsplatzierungen klar verpasste, aber mit Nikolai Jakuschow, Iwan Krjukow und Dmitri Djuschew hinter Deutschland die Staffel-Silbermedaille gewann. Es folgten die Juniorenrennen bei den Biathlon-Europameisterschaften 2011 in Ridnaun. Dort erreichte er im Einzel den 24. Platz, wurde Siebter des Sprints, verpasste als Viertplatzierter knapp eine Medaille, die er mit Olga Galitsch, Swetlana Perminowa und Iwan Krjukow als Sieger des Mixed-Staffelrennens gewinnen konnte. Es folgten die Biathlon-Europameisterschaften 2012 in Osrblie. Bei den Juniorenrennen erreichte Petschonkin mit Rang sechs im Sprint und acht in der Verfolgung einstellige Platzierungen, verpasste aber die Medaillenränge, da er sich gegen Alexander Loginow und Maxim Zwetkow auch nicht für die Mixed-Staffel qualifizieren konnte. Seine letzte Junioren-Meisterschaft im Winter bestritt er bei den Biathlon-Juniorenweltmeisterschaften 2012 in Kontiolahti. Petschonkin wurde 24. des Einzel, 35. des Sprints, verbesserte sich im Verfolgungsrennen auf den achten Rang und gewann mit Alexander Loginow, Ilja Popow und Maxim Zwetkow hinter Norwegen und Tschechien die Staffel-Bronzemedaille. Im Sommer gewann er bei den Juniorenrennen der Sommerbiathlon-Weltmeisterschaften 2012 in Ufa den Titel im Sprintrennen und wurde hinter Pjotr Paschtschenko Zweiter der Verfolgung.
Gegen Ende der Saison 2009/2010 debütierte Petschonkin bei den Männern im Leistungsbereich und wurde in Pokljuka 17. eines Sprintrennens im IBU-Cup. Gegen Ende der Saison 2011/2012 erreichte er als Sechster erstmals bei einem Sprint in Altenberg eine einstellige Platzierung. Bei der erst zum zweiten Mal überhaupt im IBU-Cup ausgetragenen Mixed-Staffel gewann er 2012 in Ridnaun an der Seite von Anastassija Sagoruiko, Marina Korowina und Timofei Lapschin sein erstes Rennen im IBU-Cup. Erste internationale Meisterschaften bei den Männern wurden die Europameisterschaften 2013 in Bansko, wo Petschonkin 16. des Sprints, und 26. der Verfolgung wurde. Wenig später bestritt er am Holmenkollen in Oslo seine ersten Rennen im Biathlon-Weltcup. Als 53. des Sprints qualifizierte er sich in seinem ersten Rennen für die Verfolgung, die er als 22. beendete und damit erstmals Weltcuppunkte gewann.
Anfang November 2018 wurde bekannt, dass die Internationale Biathlon-Union ein Dopingverfahren gegen Petschonkin sowie Swetlana Slepzowa, Jewgeni Ustjugow und Alexander Tschernyschow aufgrund auffälliger Proben aus den Jahren 2012 bis 2015 eröffnet hat.

## Biathlon-Weltcup-Platzierungen
Die Tabelle zeigt alle Platzierungen (je nach Austragungsjahr einschließlich Olympische Spiele und Weltmeisterschaften).
- 1.–3. Platz: Anzahl der Podiumsplatzierungen
- Top 10: Anzahl der Platzierungen unter den ersten zehn (einschließlich Podium)
- Punkteränge: Anzahl der Platzierungen innerhalb der Punkteränge (einschließlich Podium und Top 10)
- Starts: Anzahl gelaufener Rennen in der jeweiligen Disziplin
- Staffel: inklusive Mixed- und Single-Mixed-Staffeln

| Platzierung         | Einzel | Sprint | Verfolgung | Massenstart | Staffel | Gesamt |
| ------------------- | ------ | ------ | ---------- | ----------- | ------- | ------ |
| 1. Platz            |        |        |            |             |         |        |
| 2. Platz            |        |        |            |             |         |        |
| 3. Platz            |        |        |            |             |         |        |
| Top 10              |        |        |            |             |         |        |
| Punkteränge         |        | 3      | 2          |             |         | 5      |
| Starts              |        | 6      | 3          |             |         | 9      |
| Stand: Karriereende |        |        |            |             |         |        |